# CMA CGM Amerigo Vespucci
Le CMA CGM Amerigo Vespucci est un porte-conteneurs de la CMA CGM, compagnie française, 3e mondiale. Deuxième porte-conteneurs de la classe Christophe Colomb, il est sorti en juillet 2010 des chantiers sud-coréens Daewoo Shipbuilding and Marine Engineering (DSME). Il passe sous pavillon Maltais en 2021.